# Đường Mai Chí Thọ, Thành phố Hồ Chí Minh
Đường Mai Chí Thọ hay Đại lộ Mai Chí Thọ là một tuyến đường trục của Thành phố Hồ Chí Minh, kết nối cửa ngõ phía đông với trung tâm thành phố. Đường này là một phần của Đại lộ Đông – Tây dài 22 km từ ngã ba Cát Lái (thành phố Thủ Đức) đến Quốc lộ 1 (huyện Bình Chánh).

## Quy mô
Đường Mai Chí Thọ nằm trên địa bàn thành phố Thủ Đức, có chiều dài toàn tuyến là 6,385 km, điểm đầu tại đường hầm sông Sài Gòn và điểm cuối là nút giao thông Cát Lái giao với đường Võ Nguyên Giáp. Mặt cắt ngang của đường có chiều rộng bình quân 100 m, đáp ứng 10–14 làn xe.

## Lịch sử
Đường Mai Chí Thọ là tuyến đường mới, vốn là hạng mục thuộc gói thầu "xây dựng hầm vượt sông Sài Gòn và đường mới Thủ Thiêm" của Dự án Đại lộ Đông – Tây, được triển khai xây dựng từ năm 2005. Trong đó, đoạn từ hầm sông Sài Gòn đến khu vực Giồng Ông Tố được làm mới hoàn toàn, đây vốn là đường T13 trong quy hoạch Khu đô thị mới Thủ Thiêm; đoạn còn lại từ Giồng Ông Tố đến nút giao Cát Lái là một đoạn Liên tỉnh lộ 25 cũ (nay là đường Nguyễn Thị Định) được mở rộng.
Ngày 15 tháng 8 năm 2010, thành phố đưa vào sử dụng đoạn đường từ nút giao Cát Lái đến Liên tỉnh lộ 25B (nay là đường Đồng Văn Cống), tuy nhiên sau đó tại khu vực nút giao với đường Lương Định Của (nay có tên là nút giao An Phú) đã xuất hiện tình trạng trồi nhựa, các đơn vị liên quan đã phải lên phương án khắc phục. Ngày 20 tháng 11 năm 2011, hầm vượt sông Sài Gòn và toàn bộ tuyến đường mới Thủ Thiêm được thông xe. Ngày 8 tháng 8 năm 2012, theo Quyết định số 34/2012/QĐ-UBND của Ủy ban nhân dân Thành phố Hồ Chí Minh, công trình đường mới Thủ Thiêm chính thức mang tên là đường Mai Chí Thọ như hiện nay.

## Giao thông
Đầu năm 2015, đường cao tốc Thành phố Hồ Chí Minh – Long Thành – Dầu Giây chính thức thông xe toàn tuyến. Cao tốc này có điểm đầu giao với đường Mai Chí Thọ và hai con đường khác là Lương Định Của, Nguyễn Thị Định tại nút giao An Phú. Nút giao này sau đó đã trở thành khu vực thường xuyên bị ùn tắc, một trong những nguyên nhân được cho là do các phương tiện phải dừng đèn đỏ rất lâu mới có thể qua được nút giao. Để xóa điểm ùn tắc này, vào ngày 29 tháng 12 năm 2022, thành phố đã khởi công dự án xây dựng nơi đây thành một nút giao thông khác mức với hầm chui và cầu vượt.